# كارلوس غارسيا غارسيا
كارلوس غارسيا غارسيا (بالإسبانية: Carlos García García)‏ (13 أغسطس 1970 بدورانغو في إسبانيا - ) هو لاعب كرة قدم إسباني في مركز الدفاع. لعب مع أتلتيك بيلباو ب وأتلتيك بيلباو وأوساسونا وSestao Sport Club ‏ وSCD Durango ‏.

## وصلات خارجية
- كارلوس غارسيا غارسيا على موقع قاعدة بيانات كرة القدم.إي يو (الإنجليزية)